# Galeodopsis strandi
Galeodopsis strandi är en spindeldjursart som beskrevs av J. Birula 1936. Galeodopsis strandi ingår i släktet Galeodopsis och familjen Galeodidae. Inga underarter finns listade i Catalogue of Life.